# Europejski Komisarz ds. Instytucji i Strategii Komunikacyjnej
 Europejski Komisarz ds. Instytucji i Strategii Komunikacyjnej – członek Komisji Europejskiej. Ostatnim  komisarzem (do  2010) była  Margot Wallström.
|   | Komisarz                 | Lata      | Komisja    |
| - | ------------------------ | --------- | ---------- |
| 1 | Fritz Hellwig            | 1967–1970 | Rey        |
| 2 | Carlo Scarascia-Mugnozza | 1973–1977 | Ortoli     |
| 3 | Richard Burke            | 1977–1981 | Jenkins    |
| 4 | Frans Andriessen         | 1981–1985 | Thorn      |
| 5 | Grigoris Warfis          | 1985–1989 | Delors I   |
| 6 | João de Deus Pinheiro    | 1993–1995 | Delors III |
| 7 | Marcelino Oreja          | 1995–1999 | Santer     |
| 8 | Loyola de Palacio        | 1999–2004 | Prodi      |
| 9 | Margot Wallström         | 2004–2010 | Barroso I  |